# Гнідівка
Гнідівка (рос. Гнидовка) — річка в Україні, у Коростенському районі Житомирської області на Поліссі. Права притока Ужа, (басейн Прип'яті).

## Опис
Довжина річки приблизно 8,61 км, найкоротша відстань між витоком і гирлом — 8,02  км, коефіцієнт звивистості річки — 1,08 . Формується багатьма безіменними струмками та загатами. Частково каналізована.

## Розташування
Бере початок на північно-західній околиці села Майданівка. Тече переважно нга північний захід через село Новаки і на північній стороні від Хотинівки вдає у річку Синявку, праву притоку Ужа.
Населені пункти вздовж берегової смуги: Стремигород.

## Цікавинка
- На правому березі річки пролягає автошлях М07 (Народна назва дороги Варшавка: Київ — Ковель — Ягодин)[2].